# Большевик (Владимирская область)
Большевик — посёлок в Кольчугинском районе Владимирской области России, административный центр Ильинского сельского поселения.

## География
Посёлок расположен в 12 км на север от райцентра города Кольчугино.

## История
Образован в начале 1960-х годов как посёлок центральной усадьбы совхоза «Большевик». В 1965 году переименован в посёлок Большевик в составе Лычевского сельсовета. В 1978 году в посёлке была открыта средняя школа. 
На 1 января 1983 года посёлок Большевик являлся центром Лычевского сельсовета в составе Кольчугинского района, с 2005 года — центр Ильинского сельского поселения.

## Население
| 2002 | 2010 | 2021 |
| ---- | ---- | ---- |
| 308  | ↘295 | ↘217 |

## Инфраструктура
В посёлке расположены Большевистская основная общеобразовательная школа, дом культуры, Лычевский фельдшерско-акушерский пункт.